# Giulio Cesare Sacchetti
Giulio Cesare Sacchetti (Roma, 17 dicembre 1587 – Roma, 28 giugno 1663) è stato un cardinale e vescovo cattolico italiano.

## Biografia

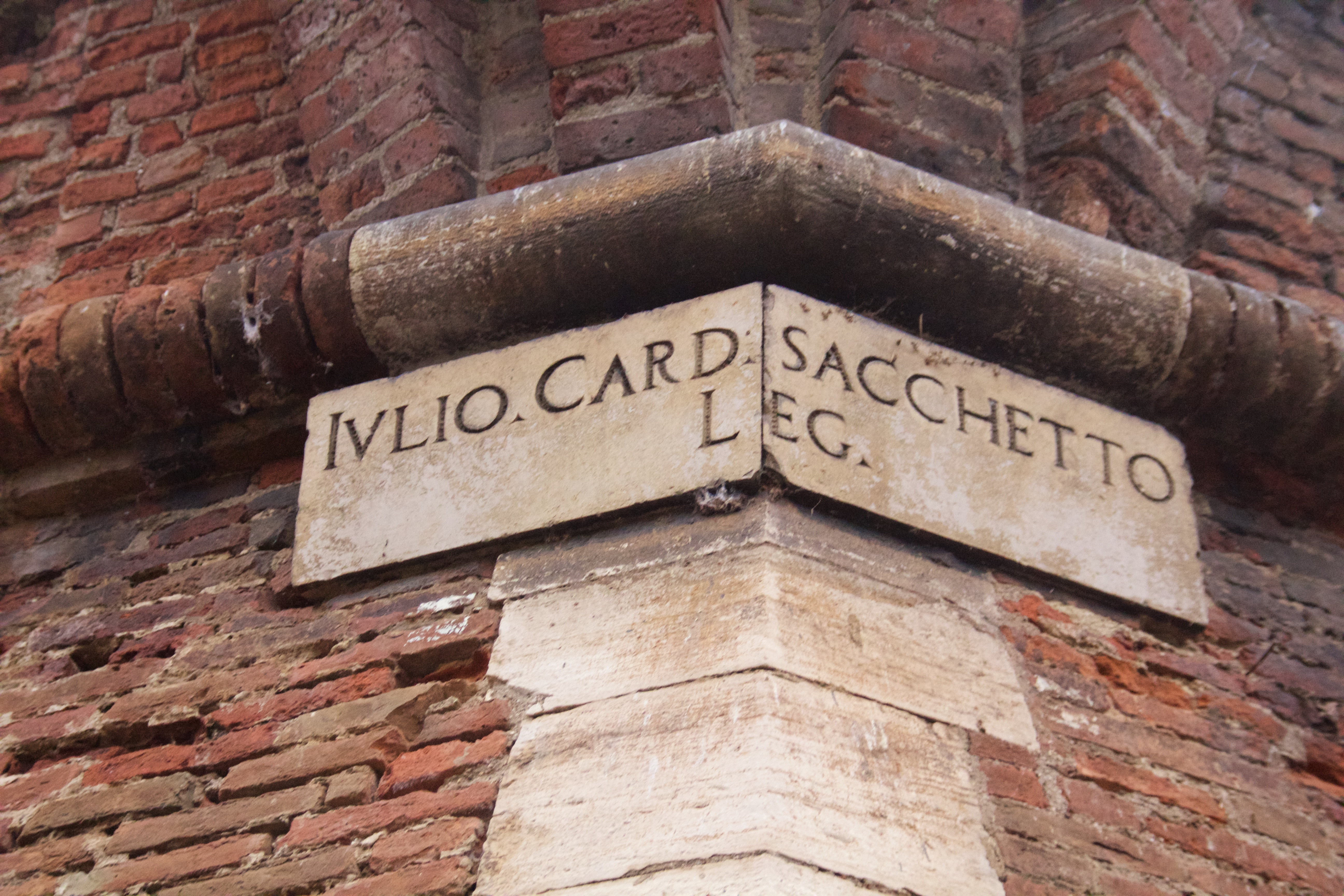
Iscrizione che riporta il nome di Giulio Cesare Sacchetti situata sotto la garitta di vedetta nelle mura di Ferrara

Figlio del banchiere Giovanni Battista Sacchetti e di sua moglie, Francesca Altoviti, nonché zio del cardinale Urbano Sacchetti, Giulio Cesare nacque a Roma il 17 dicembre 1587 e fu battezzato nella Chiesa nazionale di San Giovanni dei Fiorentini.
La sua famiglia si era stabilita a Roma verso la metà del XVI secolo, quando nel 1573 il padre del futuro cardinale giunse da Firenze in seguito all'instaurazione del principato da parte di Cosimo de' Medici.
Se il fratello maggiore Marcello, nato nel settembre 1586, era stato educato in modo da rimanere accanto al padre per aiutarlo nella gestione diretta degli affari, Giulio era destinato a diventare l'ecclesiastico di casa, un uomo di Chiesa nel quale il servizio e l'impegno per il bene della cristianità fossero strettamente intrecciati con la ricerca del bene dei propri familiari, amici e connazionali.
Commissionò a Pietro da Cortona la Villa del Pigneto.
Dopo l'esperienza della nunziatura presso la Corte di Spagna, papa Urbano VIII lo elevò al rango di cardinale nel concistoro del 19 gennaio 1626.
Esperto giurista, nel 1635, insieme al cardinale Giovanni Battista Pamphili, redasse il lodo relativo ai rapporti tra il vescovo di Sansepolcro e l'abate di Bagno di Romagna, testo di importanza fondamentale nella giurisprudenza relativa all'esenzione dei regolari e alle loro relazioni con i vescovi diocesani.
Fu cardinale legato prima a Ferrara e poi a Bologna.
Prese parte ai conclavi svoltisi nel 1644 e nel 1655 assistendo così all'elezione di papa Innocenzo X e contribuendo a quella di papa Alessandro VII. Al conclave del 1644 il cardinale Gil Carrillo de Albornoz oppose il veto spagnolo contro Giulio Cesare Sacchetti.
Morì il 28 giugno 1663 all'età di 75 anni. È sepolto nella Basilica di San Giovanni Battista dei Fiorentini a Roma, nella cappella di famiglia.

## Genealogia episcopale e successione apostolica
La genealogia episcopale è:
- Cardinale Tolomeo Gallio
- Vescovo Cesare Speciano
- Patriarca Andrés Pacheco
- Cardinale Agostino Spinola
- Cardinale Giulio Cesare Sacchetti

La successione apostolica è:
- Vescovo Juan Roco Campofrío, O.S.B. (1625)
- Arcivescovo Sebastião de Matos de Noronha (1626)
- Arcivescovo Biagio Proto de Rossi (1626)
- Cardinale Ciriaco Rocci (1628)
- Vescovo Giovanni Stefano Siri (1632)
- Vescovo Alessandro Deti (1632)
- Vescovo Niccolò Sacchetti (1634)
- Cardinale Lelio Falconieri (1634)
- Vescovo Nicola Zorzi (1635)
- Vescovo Pietro Paolo Febei (1635)
- Vescovo Lodovico Saffiro (1635)
- Vescovo Benedetto Rezzani (1635)
- Vescovo Francesco Antonio Sacchetti (1635)
- Vescovo Onorato Onorati (1636)
- Vescovo Filippo Consacchi (1637)
- Vescovo Girolamo Vincenzo Cavaselice (1640)
- Vescovo Gregorio Panzani, C.O. (1640)
- Vescovo Sallustio Pecolo (1640)
- Vescovo Giovanni de Rossi (1640)
- Vescovo Francesco Visconti (1640)
- Vescovo Marino Badoer, O.S.B. (1641)
- Vescovo Vincenzo Milani (1641)
- Vescovo Alessandro Sergardi (1641)
- Cardinale Giovanni Giacomo Panciroli (1642)
- Vescovo Pacifico Trani, O.F.M.Obs. (1642)
- Vescovo Alessandro Sperelli, C.O. (1642)
- Vescovo Francesco Colonna (1642)
- Vescovo Camillo Baldi (1645)
- Vescovo Domenico Cennini (1645)
- Vescovo Gian Vincenzo de' Giuli (1645)
- Vescovo Vincenzo Saporiti (1646)
- Vescovo Cristoforo Pietro Antonio Giarda, B. (1648)
- Vescovo Giovanni Paolo Caccia (1648)
- Cardinale Giambattista Spinola (1648)
- Arcivescovo Lorenzo Reynoso (1652)
- Vescovo Leonard Dati (1652)
- Vescovo Benito Sánchez de Herrera (1654)
- Arcivescovo Angelo Maria Ciria Panvini, O.S.M. (1654)
- Vescovo Giovanni Battista Paggi, B. (1655)
- Vescovo Giovanni Battista Ferruzza, C.O. (1655)
- Vescovo Gregorio Carducci (1655)
- Vescovo Marcantonio Bottoni, T.O.R. (1655)
- Vescovo Francesco Gaeta (1655)
- Vescovo Cherubino Malaspina, O.P. (1655)
- Vescovo Carlo Fabrizio Giustiniani (1656)
- Vescovo Bishop Bandino Accarigi (1656)
- Vescovo Marcantonio Oddi (1656)
- Vescovo Girolamo de' Cori (1656)
- Cardinale Celio Piccolomini (1656)
- Vescovo Filippo Galilei (1657)
- Vescovo Enrico Borghi, O.S.M. (1658)
- Patriarca Iacopo Altoviti (1658)
- Arcivescovo Carlo Labia, C.R. (1659)
- Arcivescovo Ottaviano Carafa (1660)
- Vescovo Francesco Maria Annoni, C.R. (1660)
- Vescovo Francesco de Marchi (1660)
- Cardinale Giacomo de Angelis (1660)
- Vescovo Francesco Cini (1660)
- Arcivescovo Gennaro Sanfelice (1661)
- Vescovo Esuperanzio Raffaelli (1661)
- Vescovo Felice Antonio Monaco (1661)
- Vescovo Tommaso de Rosa (1662)
- Vescovo Antonio Carafa, C.R. (1663)
- Vescovo Sebastiano Sorrentino (1663)
- Vescovo Giovanni Antonio de' Vecchi (1663)
- Vescovo Placido Carafa, C.R. (1663)

## Ascendenza
|                             |                 |                     | Genitori          |  |  | Nonni |  |  | Bisnonni                    |  |  | Trisnonni        |  |
|                             |                 |                     |                   |  |  |       |  |  | Giovanni Battista Sacchetti |  |  | Matteo Sacchetti |  |
|                             |                 |                     |                   |  |  |       |  |  | Giovanni Battista Sacchetti |  |  | Matteo Sacchetti |  |
|                             |                 | …                   |                   |  |  |       |  |  | Giovanni Battista Sacchetti |  |  |                  |  |
| Matteo Sacchetti            |                 |                     |                   |  |  |       |  |  | Giovanni Battista Sacchetti |  |  |                  |  |
|                             |                 | …                   | …                 |  |  |       |  |  |                             |  |  |                  |  |
|                             |                 | …                   | …                 |  |  |       |  |  |                             |  |  |                  |  |
|                             |                 | …                   | …                 |  |  |       |  |  |                             |  |  |                  |  |
| Giovanni Battista Sacchetti |                 | …                   |                   |  |  |       |  |  |                             |  |  |                  |  |
|                             |                 | Jacopo Carducci     | Filippo Carducci  |  |  |       |  |  |                             |  |  |                  |  |
|                             |                 | Jacopo Carducci     | Filippo Carducci  |  |  |       |  |  |                             |  |  |                  |  |
|                             |                 | Jacopo Carducci     | …                 |  |  |       |  |  |                             |  |  |                  |  |
| Nanna Carducci              |                 | Jacopo Carducci     |                   |  |  |       |  |  |                             |  |  |                  |  |
|                             |                 | …                   | …                 |  |  |       |  |  |                             |  |  |                  |  |
|                             |                 | …                   | …                 |  |  |       |  |  |                             |  |  |                  |  |
|                             |                 | …                   | …                 |  |  |       |  |  |                             |  |  |                  |  |
| Giulio Cesare Sacchetti     |                 | …                   |                   |  |  |       |  |  |                             |  |  |                  |  |
|                             | Jacopo Altoviti | Girolamo Altoviti   |                   |  |  |       |  |  |                             |  |  |                  |  |
|                             | Jacopo Altoviti | Girolamo Altoviti   |                   |  |  |       |  |  |                             |  |  |                  |  |
|                             | Jacopo Altoviti | Lucrezia Gucci      |                   |  |  |       |  |  |                             |  |  |                  |  |
| Alessandro Altoviti         | Jacopo Altoviti |                     |                   |  |  |       |  |  |                             |  |  |                  |  |
|                             |                 | Lucrezia de' Medici | Iacopo de' Medici |  |  |       |  |  |                             |  |  |                  |  |
|                             |                 | Lucrezia de' Medici | Iacopo de' Medici |  |  |       |  |  |                             |  |  |                  |  |
|                             |                 | Lucrezia de' Medici | …                 |  |  |       |  |  |                             |  |  |                  |  |
| Francesca Altoviti          |                 | Lucrezia de' Medici |                   |  |  |       |  |  |                             |  |  |                  |  |
|                             |                 | Lorenzo Bonsi       | …                 |  |  |       |  |  |                             |  |  |                  |  |
|                             |                 | Lorenzo Bonsi       | …                 |  |  |       |  |  |                             |  |  |                  |  |
|                             |                 | Lorenzo Bonsi       | …                 |  |  |       |  |  |                             |  |  |                  |  |
| Alessandra Bonsi            |                 | Lorenzo Bonsi       |                   |  |  |       |  |  |                             |  |  |                  |  |
|                             |                 | …                   | …                 |  |  |       |  |  |                             |  |  |                  |  |
|                             |                 | …                   | …                 |  |  |       |  |  |                             |  |  |                  |  |
|                             |                 | …                   | …                 |  |  |       |  |  |                             |  |  |                  |  |
|                             |                 | …                   |                   |  |  |       |  |  |                             |  |  |                  |  |